# Zeki Çelik
Mehmet Zeki Çelik, född 17 februari 1997, är en turkisk fotbollsspelare som spelar för Roma och Turkiets landslag.

## Klubbkarriär
Den 8 juli 2018 värvades Çelik av Lille, där han skrev på ett femårskontrakt. Çelik gjorde sin Ligue 1-debut den 11 augusti 2018 i en 3–1-vinst över Rennes.
Den 5 juli 2022 värvades Çelik av italienska Roma, där han skrev på ett fyraårskontrakt.

## Landslagskarriär
Çelik debuterade för Turkiets landslag den 5 juni 2018 i en 1–1-match mot Ryssland, där han blev inbytt i den 90:e minuten mot Şener Özbayraklı.

## Meriter
Lille
- Vinnare av Ligue 1: 2020/2021